# Кусака (рассказ)
«Куса́ка» — рассказ Леонида Николаевича Андреева. Впервые опубликован в 1901 году («Журнал для всех», № 9, сентябрь). Рассказ включён в «Книгу рассказов и стихотворений», изданную в Москве книжным магазином «С. Курнина и K°». Рассказ входит в одну из школьных программ по литературе в России — школьную программу для 7-го класса под редакцией В. Я. Коровиной.

## Сюжет
«Кусака» — история одинокой, живущей на улице собаки. Её глаза видели лишь жестоких людей, которые бросают в дворняжку палки и камни, свистят ей вслед. Однажды собаку пытался приласкать пропойца-мужик, но пока она колебалась, тот вспомнил всё, что причинили ему люди, которых он пожалел, и ударил Кусаку сапогом. Злоба и страх надолго вселились в сердце животного. Словно луч солнца пролился на жизнь бедного существа, когда Кусака встретила неравнодушных людей. Со временем она становится нежной, отвечает на заботу и ласку семейства, которое приручило собаку. Наступает осень. Девочка Лёля, на которую Кусака из-за своего горького опыта набросилась в начале их знакомства, настолько привязалась к любимице, что не захотела её покидать. Однако семья уезжает, и прирученная собака вновь остаётся одна. Ей было очень больно, когда её хозяева уехали. Долго она искала, звала дорогих сердцу людей, но напрасно. С приходом ночи Кусака начинает безнадёжно выть. Она воспринимает это как большое горе.

## Тема произведения
Л. Н. Андреев поднимает в своём небольшом рассказе «Кусака» тему милосердия, сострадания, а также человеческой чёрствости по отношению к животным. Изображая жизнь собаки, писатель заставляет людей задуматься над последствиями своих поступков, учит их человечности, милосердному отношению к людям и животным.
В письме Корнею Ивановичу Чуковскому, написанном до 19 июля 1902 года, Андреев подчёркивал:
Мне не важно, кто „он“ — герой моих рассказов: поп, чиновник, добряк или скотина. Мне важно только одно — что он человек и как таковой несёт одни и те же тяготы жизни. Более того: в рассказе «Кусака» героем является собака, ибо всё живое имеет одну и ту же душу, всё живое страдает одними страданиями и в великом безличии и равенстве сливается воедино перед грозными силами жизни.